# Vzrostný vrchol

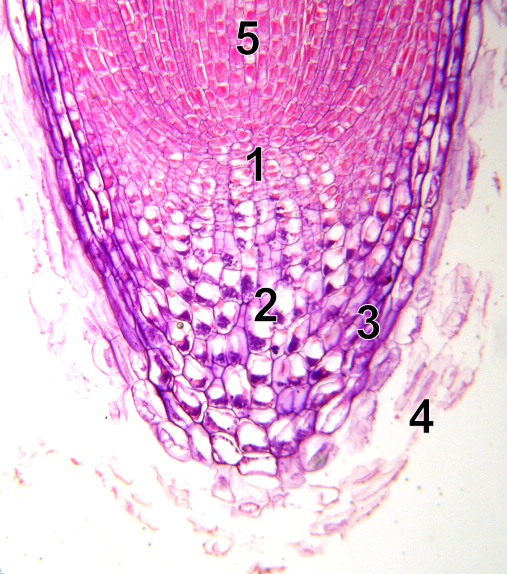
Kořenová špička, vzrostný vrchol s meristémem. 1 - meristém; 2 - columella; 3 - boční strana hrotu; 4 - mrtvé buňky; 5 - zóna prodlužování

Vzrostný vrchol (apex), někdy vegetační vrchol nebo apikální meristém je primární dělivé pletivo, umístěné na vrcholu u některých rostlinných orgánů. Nachází se v pupenech, z nichž rostou větve a listy, a na kořenové špičce. Tkáň ve vzrostném vrcholu je nediferenciovaná, a proto z ní mohou tyto orgány růst (buněčným dělením). 
Vzrostné vrcholy se skládají z několika vrstev, jejichž počet se u různých skupin rostlin liší. Svrchní vrstva je však vždy zvána tunika a vnitřní část korpus. U jednoděložných rostlin tunika určuje vzhled okraje listu. U dvouděložných tuto funkci zastává druhá vrstva korpusu. Celkově vzato, korpus a tunika hrají hlavní roli v růstu rostlin. 